# Karamani
Karamani (macedónul: Карамани) település Észak-Macedóniában, a Pelagonijai körzet Bitolai járásában.

## Népesség
| Lakosok száma | 377  | 446  | 496  | 488  | 529  | 465  | 362  | 337  | 290  |
|               | 1948 | 1953 | 1961 | 1971 | 1981 | 1991 | 1994 | 2002 | 2021 |

2002-ben 337 lakos volt, akik mindannyian macedónok.